# HD247591
HD247591 є хімічно пекулярною зорею спектрального класу
A1 й має видиму зоряну величину в смузі V приблизно 10,0.

## Пекулярний хімічний вміст
Зоряна атмосфера HD247591 має підвищений вміст 
Si
.